# Obelisk Józefa Piłsudskiego w Otwocku
Obelisk Józefa Piłsudskiego w Otwocku – pomnik w kształcie obelisku upamiętniający wizytę Józefa Piłsudskiego w Otwocku, znajdujący się na północno-zachodnim narożniku skrzyżowania ulic Tadeusza Kościuszki i Fryderyka Chopina (w pobliżu posesji przy ul. Kościuszki 18).

## Pobyt Piłsudskiego
Parę tygodni po opuszczeniu Warszawy przez Rosjan (5 sierpnia 1915 roku) Józef Piłsudski przyjechał do stolicy. Jednak został przez Niemców zmuszony do opuszczenia miasta i zatrzymał się w Otwocku. Dr Stanisław Rouppert i por. Werner wynajęli mu mieszkanie w pensjonacie Jadwigi Nestorowiczówny przy dzisiejszej ul. Kościuszki (wtedy Otwockiej). 19 sierpnia Piłsudski przybył powozem w towarzystwie uczestnika misji specjalnej do Warszawy i późniejszego osobistego adiutanta, por. Bolesława Wieniawy-Długoszowskiego i lekarza – dr. Roupperta. Odwiedzali go tu m.in.: por. Władysław Sikorski, Juliusz Kaden-Bandrowski, Wacław Sieroszewski, Stanisław Baczyński (ojciec poety Krzysztofa Kamila).
Piłsudski przebywał tu do 4 września.
Z pobytu tego zachowała się jedna fotografia: na której od lewej strony stoją: Tadeusz Pruszkowski, Treszer, Stanisław Baczyński, Juliusz Kaden-Bandrowski, Wacław Orłowski; siedzą: Gustaw Orlicz-Dreszer, Józef Piłsudski, dr Stanisław Rouppert, Bolesław Wieniawa-Długoszowski.
Ponownie Piłsudski odwiedził Otwock już jako marszałek, z wizytą u ciężko chorego byłego legionisty por. Wacława Łapczyńskiego.

## Historia obelisku
Po śmierci Marszałka obelisk ufundowali mieszkańcy Otwocka dla upamiętnienia jego pobytu w tym mieście. Był wykonany w kopalni bazaltu w Janowej Dolinie na Wołyniu. Dr Władysław Wajdenfeld, właściciel posesji przy ul. Kościuszki 18, podarował na ten cel Radzie Miejskiej narożnik swojej nieruchomości. Pomnik został uroczyście odsłonięty 11 listopada 1938 roku w 20. rocznicę odzyskania przez Polskę niepodległości. Stanął w pobliżu pensjonatu Jadwigi Nesterowicz. Obelisk przetrwał wojnę: prawdopodobnie w jej czasie, a na pewno po wojnie leżał na poboczu skrzyżowania ulic Kościuszki i Żeromskiego (kilkaset metrów od miejsca, w którym stał przed wojną). Na przełomie lat 50. i 60. „zaginął”. Po 1989 roku okazało się, że zaopiekowali się nim pracownicy Muzeum Ziemi PAN w Warszawie (zagipsowali go i ułożyli napisem do ziemi). Dzięki anonimowej informacji, „odnalazł” go w 1991 roku Eugeniusz Dąbała – honorowy prezes Spółdzielni Rzemieślniczej w Otwocku.
Odrestaurowany pomnik powrócił na dawne miejsce w 1991 roku. Napis na nim brzmi: Józef Piłsudski przybył z frontu do Warszawy dla narad z przywódcami społeczeństwa stolicy, zmuszony przez okupantów do jej opuszczenia zatrzymał się w pobliskim domu dziś nieistniejącym i tu narady prowadził 20 VIII – 4 IX 1915 r.
Od 1991 roku większość otwockich uroczystości państwowych i miejskich odbywa się przy tym obelisku.